# Betje Wolff
Elizabeth ("Betje") Wolff-Bekker o Elizabeth Bekker pel seu nom de soltera (Vlissingen, 24 de juliol de 1738-La Haia, 5 de novembre de 1804) va ser una escriptora neerlandesa.

## Biografia
Betje Wolff va néixer en una família benestant calvinista. El 18 de novembre de 1759, a l'edat de 21 anys, es va casar amb el sacerdot de 52 anys Adriaan Wolff. El 1763, va publicar la seva primera col·lecció Bespiegelingen over het genoegen. El 1777, després de la mort del seu marit, va viure juntament amb Aagje Deken i, des de llavors, van publicar la seva obra en conjunt. Entre els seus majors èxits es troben les novel·les epistolars Historie van mejuffrouw Sara Burgerhart (1782) i Historie van den heer Willem Leevend (1784-1785).
A causa de les seves simpaties patriotes, es van traslladar a Trévoux, a la Borgonya, el 1788. Wolff estava exposada a alguns dels perills de la Revolució francesa i hauria escapat de la guillotina solament per la seva gran presència mental. El 1795, va tornar a Holanda i va residir a la Haia fins a la seva mort.
Altres llibres populars de Betje Wolff i Aagje Deken van ser Abraham Blankaart (1787) i Cornelie Wildschut (1793-1796).